# めろん畑a go go
めろん畑a go go (MELON BATAKE A GO GO) 、日本の女性アイドルグループ。

2015年結成

2016年活動開始

木下盛隆プロデュース

GOLLIPOP RECORD所属

現メンバーは6人

主にロカビリーやサイコビリー・ガレージの楽曲でパフォーマンスを行っている。

レーベルメイトはTHE MONSTER A GOGO'S、SOZELICA、The Grateful a MogAAAz、POPPY、さかさまJr.

## 概要
遠く離れためろんの星から地球を救うためにやってきた『サイドキックなマスクドヒーローアイドル』を名乗っている。

ライブ時には、アイマスクを着けてパフォーマンス。

楽曲は主にロカビリー、サイコビリーと呼ばれる1950年代から80年代の音楽性が強く出ている。

2019年1月23日に日本コロムビアからメジャー流通版アルバム『IKASUZE IDOL 1.2.3!!』を発売。

2019年8月「TIF2019」に出演。

2019年10月17日には、初のZepp Diver City TOKYO主催公演。

キャッチコピーは『THE IDOL FROM OUTERSPACE!!』『サイドキックなヒーローアイドル』など

ライブに重きを置いて、ワンマンライブの他にも多くの音楽フェスやイベントに精力的に参加している。

ライブ中のレッキンと呼ばれる、ファンのパフォーマンスがネット上を賑わす。

ファンの名称は『GOGO'S(ゴーゴーズ)』

## メンバー

### 現メンバー
- 中村ソゼ(なかむら そぜ)
  - 3月11日。    ミントグリーン。宇宙人。埼玉県。2017年6月加入。SOZELICA、さかさまJr.としても活動中。
- 琉陀瓶ルン(るたかめ るん)
  - 7月9日。    スカイブルー。宇宙人。千葉県。2017年11月加入。さかさまJr.としても活動中。
- 崎村ゆふぃ(さきむら ゆふぃ)
  - 11月8日。    ディープパープル。宇宙人。2017年6月よりセルフプロデュースによる"GARUDA(ガルーダ)"として活動中。2018年2月1日加入。イギリス（ロンドン、バーミンガム、マンチェスター）、スウェーデン、オランダ、ドイツと海外でのライブも精力的に行っている。
- 知世千世(ともよ ちよ)
  - 1月17日。    ファイヤーレッド。人間。福岡県。レーベルメイト『The Grateful a MogAAAz』のリーダー。
2020年、サポートメンバーとして加入。後に兼任メンバーとなる。CHIYOPPY from POPPYとしても活動中。
- 玖月琴美(くづき ことみ)
  - 11月1日。    ジェットブラック。人間？新潟県。レーベルメイト『The Grateful a MogAAAz』メンバー。
2022年8月、兼任メンバーとなる。WHAT AM I？としても活動中。
- 皆野うさこ(みなの うさこ)
  - 8月22日。    ミルキーホワイト。人間。宮城県。レーベルメイト『The Grateful a MogAAAz』メンバー。
2022年8月、兼任メンバーとなる。さかさまJr.としても活動中。

### 元メンバー
- ミュータントみゆ太郎（ミュータントみゆたろう）
  - オリジナルメンバー。2017年6月卒業。緑色担当。めろん畑a go go 1stシングルのCDジャケットデザイン・グッズデザイン・アートワークなどを担当。卒業後はアイドルグループSKIRMISHのメンバーbabyとして活動していた。
- さきき
  - オリジナルメンバー。2017年6月卒業。青色担当。「めろん畑a go go」オリジナル版のセリフ部分担当。
- なる
  - 2017年6月加入、2017年10月卒業。水色担当。現在、役者「真宮ことり」として活動中。
- Romi
  - 誕生日:5月6日。オリジナルメンバー。2018年2月4日主催ライブにて卒業。リーダー、赤色担当。
- みきてぃ
  - 誕生日:9月12日。オリジナルメンバー。2018年2月4日主催ライブにて卒業。副リーダーピンク担当。
- ルカタマ
  - 誕生日:6月16日。2018年1月20日加入。2020年2月26日卒業。ピンク担当。卒業後はソロで活動中。
- あみのころみ
  - 誕生日:8月6日。2020年、The Grateful a MogAAAzとの兼任メンバーとして加入。2022年8月6日卒業。リッチブラック担当。卒業後もレーベルに残り「COROPPY from POPPY」で活動を継続中。

## 来歴

### 2015年
- 結成[1]

### 2016年
- 10月23日 - 四ツ谷grottoにてデビューライブ「CREPE SHOW」を開催。

### 2017年
- 1月20日 - 1stシングル「めろん」MV公開・2月11日に「めろん畑a go go」MV公開。「めろん畑a go go」が杉作J太郎監督作品「チョコレートデリンジャー」挿入歌に決定。
- 2月23日 - 「吉田豪×南波一海このアイドルが見たい 2017立春」出演。
- 4月20日 - 1stシングルCD「SFホラー」「LOVE ME」「めろん畑a go go」3枚同時発売。
- 6月 - ミュータントみゆ太郎,さきき,が卒業。
- 6月4日 - 中村ソゼ,なる,のデビューライブ。
- 6月25日「SPACE CATS EXTRA」に出演。アメリカのサイコビリーバンドThe Living Deads・日本のサイコビリーバンドSPIKE・THE MONSTER A GOGO'Sと共演。
- 9月18日 - デンマークのサイコビリーバンドNekromantixのJapan Tour（足利大使館）に出演。
- 10月13日 - なるが脱退。
- 10月 - 琉陀瓶ルンが加入。デビューライブは11月17日の予定だったが、欠員メンバーが出たライブで急遽出演。
- 10月31日 - 「BURNING SPIRITS Halloween 2017」出演。ゲストに佐倉雅を呼んでコラボ。
- 12月17日 - 1stワンマンライブ。
- 12月22日 - 「URASUJI'17」出演。

### 2018年
- 1月20日 - ルカタマが加入。
- 2月1日 - 崎村ゆふぃが加入（これを機にこれまで"ゆふぃ"から"崎村ゆふぃ"に改名）。
- 2月4日 - Romi,みきてぃが卒業。中村悲しむ。(プロデューサーと喧嘩した)ルンも悲しむ。(無力)
- 2月11日 - 芹ヶ谷公園（町田市）にて初めてのオフ会を開催。
- 3月25日 - ライブ中に中村が右膝の靭帯を切る[2]
- 4月３日 - AbemaTVの『矢口真里の火曜The Night』に出演。
- 5月2日 ‐ 足利ライブハウス大使館
- 5月28日 - 新宿ロフトにて主催ライブ『SICK×IDOLS×SICK』
- ミニアルバム「SICKxIDOLSxSICK」リリースイベント
- 6月10日 - ディスクユニオン新宿パンクマーケット　一日店長
- 6月25日 - 幡ヶ谷 club HEAVYSICKにて定期ワンマンライブ『CAPTAIN IDOL MARKET』を開始
- 7月15日 - 木場レインボータウンＦＭラジオCrossing MUSIC出演
- 7月17日 - タワーレコード渋谷店 リリースイベント
- 7月28日 - CAPTAIN IDOL MARKET Vol.2　NaNoMoRaLとツーマンライブ
- 8月2日 - 「南波一海のアイドル三十六房」出演
- 8月26日 - 初の屋形船オフ会を開催。船が揺れてライブオケが流せず、急遽カラオケ大会を開催
- 9月23日 - CREPE SHOW Vol.17
- 9月24日 - 横須賀ヤンガーザンイエスタデイ　出演
- 9月28日 - SAKA-SAMA&めろん畑a go go ツーマンライブ
- 10月20日 - カリガリフェス出演。『SICK IDOLS』初披露
- 10月21日 - CREPE SHOW Vol.18
- 10月28日 - DETESTERD主催ライブ出演。SCAMPと共演
- 11月1日 - 日本コロムビアからのアルバムメジャー流通を発表。11月発売予定の「IKASUZE IDOL」がインディーズ最後の1000枚限定発売になる
- 11月18日 - CREPE SHOW Vol.19
- 11月19日 - SICKxIDOLSxSICK Vol.2　新宿ロフトにてワンマンライブ　NEWALBUM「IKASUZE　IDOL」先行発売
- 11月20日 - CAPTAIN IDOL MARKET Vol.2
- 11月23日 - VILLAGE VANGUARD高円寺店にてインストアライブ
- 11月29日 - HMVエソラ池袋店にて初のインストアライブを開催。なんちゃらアイドルとの共同開催
- 12月19日 - 四谷grottoにて　めろん畑a go goメンバー主演映画「メラゴ・ラゴラ」試写オフ会
- 12月23日 - CREPE SHOW Vol.20
- 12月29日 - SAKA-SAMA&めろん畑a go go ツーマンライブ
- 12月30日 - 木場レインボータウンFMラジオCrossing MUSIC出演

### 2019年
- 1月6日 - 初の冠ラジオ『めろん畑a go goのGO!GO!マンション』が放送開始
- 1月19日 - Gorilla Pop Cafe 新宿店にてワンマンチケットの売りつけ会中に停電する
- 1月22日 - dues新宿でのインストアイベントにて『IDOL FROM PLAN9』をお披露目
- 1月23日 - 日本コロムビアよりメジャー流通版アルバム『IKASUZE IDOL 1.2.3!!』をリリース[3]。発売当日、新宿ロフトにて単独ワンマンライブ「SICK x IDOLS x SICK vol,3」を開催
- 2月13日 - KawaiianTV「IDOL❤アカデミー(K・U・T)ノ爆」出演（＃71）
- 2月20日 - Abema TV『矢口真里の火曜The NIGHT』出演（＃140仮面のヒーロー？めろん畑a go go）
- 4月20日～23日 - 崎村ゆふぃのセルフプロデュースによるソロ活動"GARUDA"がイギリスで開催された「Indie, Idol and Infamous」ツアーに参加。ロンドン、バーミンガム、マンチェスターで公演。
- 5月6日 - 「ギュウ農フェス」出演。ジャイアントキリングステージにて、Aブロック・Bブロックのファン投票で総合1位を獲得。前代未聞の３ステージを行う。
- 5月11日 - イタリアにて「Monster of Dolls 2019」出演。
- 6月26日 - 日本コロムビアよりメジャー2作目となるシングル、めろん畑a go go「NIGHTMARE BEFORE VAMPIRE」、ルカタマa go go「RUNAWAY GIRL / EVER SO GENTLY」を同時リリース
- 7月7日～10日 - 初の東名阪ツアー「スパルタンX(アイドル)２～ネムレス・めろん畑a go go Wレコ発東名阪ツアー～」を共同主催。
- 7月13日 - TBSテレビ「開運音楽堂」に、琉陀瓶ルン、ルカタマが出演。
- 7月27日 - 中野ムーンステップにて、琉陀瓶ルン生誕祭『年年歳歳花相似たり』を開催。
- 8月1日～31日 - テレビ東京「オールナイトミュージック」にて、ルカタマa go go「RUNAWAY GIRL」放送。
- 8月2日 - 「TOKYO IDOL FESTIVAL 2019」[4]に出演。2ステージをこなす。
- 8月24日～25日 ‐ 草津温泉1泊2日のオフ会を開催。
- 8月29日 - ニコニコ生放送「『告知事項あり』～事故物件に泊まろう～電撃ネットワーク ギュウゾウ編 ニコ生ホラー」出演。オールナイトで生放送。
- 9月1日～30日 - テレビ東京「オールナイトミュージック」にて、8月に引き続き、ルカタマa go go「RUNAWAY GIRL」が2ヶ月連続放送。
- 9月17日 - 「ROAD TO ZEPP(DC)」Zepp DiverCity TOKYOでのワンマンライブに向けて、3本勝負をスタート。 第一弾、吉祥寺SEATA。HAMIDASYSTEM、始発待ちアンダーグラウンド、との３マンライヴ。
- 9月26日 - 「ROAD TO ZEPP(DC)」第二弾、下北沢clubQUE。おやすみホログラム（バンドセット）、との２マンライヴ。 Opening Special Guest として、台風15号からの復興中の千葉県木更津から、C-style。
- 10月1日 - 「ROAD TO ZEPP(DC)」第三弾、新大久保EARTHDOM。めろん畑a go goとしては珍しいバンドとの対バン。 THE LET'S GO's、爆裂女子-BURST GIRL-、と３マンライヴ。
- 10月3日 - 「南波一海のアイドル三十六房」に出演。
- 10月5日 - 「ギュウ農フェス秋のsp 爆音大収穫祭」に出演。 10月に30度を超える炎天下の野外ステージにて迫真のステージをこなす。
- 10月13日 - 「ギュウ農フェス後夜祭」に出演。
- 10月14日 - 「KAPPUNK」に出演。100バンドを超えるパンクバンドの祭典に、アイドルは2組だけの出演。
- 10月16日 - 日本コロムビアよりニューシングル「FINAL GAME ~Idol of The Phantasm~」を発売。 レコ発当日に、秋葉原のムーランAKIBA本店2度目の、ムーランジャック。
- 10月17日 - Zepp DiverCity TOKYOにて、ワンマンライヴ開催。ここで姉妹グループ「The Grateful a MogAAAzのデビューも発表。
- 11月1日-メンバー中村ソゼが『IDOL FILE Vol.17 90's FASHION』に掲載される[5]
- 11月1日 - ギュウ農フェスクロニクルに2019大納涼祭のインタビュー記事が掲載。また、第一弾のアイドルとして表紙を飾る[6]に出演。2ステージをこなす。
- 11月４日 -音楽的偶像 -渋谷MilkeyWay出演-
- 11月９日 -崎村ゆふぃ生誕祭 -新大久保EarthDomで開催
- 12月1日 -ギュウ農フェス番外編 ジャイアントキリング is BACK！」出演　同日-「CREPE SHOW Vol.26」主催-1日４現場を周回する
- 12月1日 -『IDOL AND READ チャンネルvol.25』出演[7]
- 12月25日 -なんちゃらアイドル企画「underground Cinderella」出演。
- 12月28日 -GPR忘年会を開催。
- 12月30日 -下北沢SHELTERでDJ後藤まりこ、クリトリック・リスと3マン公演。

### 2020年
- 1月19日 - 秋葉原エンタバアキバWonderGOOで期間限定POP UP SHOP『Shop×IDOLS×Shop』を開催
- 1月25日 - 大阪遠征HUG!BUG!FAT!2days出演

- 2月13日- webmediaのFuture Media Japanに「TSUTAYA O-nest」ライブレポートが掲載される[8]
- 2月16日 -冠ラジオ『めろん畑a go goのGO!GO!マンション』が最終回を迎える
- 2月16日 -冠ラジオ『GOLLIPOP RECORDのGO!GO!マンション』がスタート[9]
- 2月24日 -ネムレス共同主催『スパルタンX -final match -』開催。五反田G5に特設リングを設置してプロレス仕様のイベントを行う。
- 2月26日 -メンバー『ルカタマ』の卒業が発表される
- 3月16日 -メンバー『中村ソゼ』生誕祭が新宿ロフトで行われる[10]
- 3月18日 - 『IDOL AND READ ♯022』掲載
- 3月28日 -雑誌「Top Yell NEO 2020 SPRING」インタビュー記事掲載
- 4月5日 -エフエム東京の Music Hot Flavor番組内コーナー「Gollipop Recordのウホウホウホホー」スタート
- 4月5日 -ギュウ農フェス春のSP2020年の無観客ライブに選出。[11]
- 5月19日 -渋谷CLUB QUATTROでのワンマンLive、『RETURN OF SICKxIDOLSxSICK -NEW GAME-』ワンマンLive、新型コロナウイルスの影響により延期が発表。

### 2021年
- 6月29日 - シングル「哀＄戦士」発売[12]。

### 2022年
- 7月4日 - ミニアルバム「めろん畑a go go」をリリース[13]。

## 楽曲
| ＃ | 曲名                                                     | 作詞                                                                  | 作曲                                                                  | 備考 |
| -- | -------------------------------------------------------- | --------------------------------------------------------------------- | --------------------------------------------------------------------- | --- |
| 1  | SFホラー                                                 | HIDEROW with THE MONSTER A GOGO'S                                     | HIDEROW with THE MONSTER A GOGO'S                                     | THE MONSTER A GOGO'S の楽曲「SFホラー」のカバー |
| 2  | SHE SAID                                                 | 木下盛隆 Tribute to THE MONSTER A GOGO'S                              | Hasil Adkins                                                          | Hasil Adkinsの楽曲「She Said」のカバー |
| 3  | めろん                                                   | HIDEROW with THE MONSTER A GOGO'S                                     | HIDEROW with THE MONSTER A GOGO'S                                     | THE MONSTER A GOGO'S の楽曲「チキン」のカバー |
| 4  | SURFIN' BIRD                                             | Al Frazier, Carl White, John Earl Harris, Sonny Harris, Turner Wilson | Al Frazier, Carl White, John Earl Harris, Sonny Harris, Turner Wilson | The Trashmenの楽曲「Surfin' Bird」のカバー |
| 5  | LOVE ME                                                  | 木下盛隆                                                              | Jenny Lott                                                            | The Phantomの楽曲「LOVE ME」のカバー |
| 6  | EVERYBODY GOES                                           | HIDEROW with THE MONSTER A GOGO'S                                     | HIDEROW with THE MONSTER A GOGO'S                                     | THE MONSTER A GOGO'S の楽曲「EVERYBODY GOES」のカバー |
| 7  | めろんクエスト                                           | 木下盛隆 平佐田勝美                                                   | 平佐田勝美                                                            | |
| 8  | めろん畑a go go                                          | 木下盛隆                                                              | 木下盛隆                                                              | 杉作J太郎監督作品「チョコレートデリンジャー」挿入歌 |
| 9  | SICK IDOLS(instrumental)                                 |                                                                       | 森岡慶                                                                | |
| 10 | IDOL CATS                                                |                                                                       |                                                                       | |
| 11 | 白い魔人と放浪の王                                       |                                                                       |                                                                       | |
| 12 | HORROR BILLY NIGHTS                                      | HIDEROW with THE MONSTER A GOGO'S                                     | HIDEROW with THE MONSTER A GOGO'S                                     | THE MONSTER A GOGO'S の楽曲「HORROR BILLY NIGHTS」のカバー                                                                                                 |
| 13 | THE IDOL FROM OUTERSPACE                                 | HIDEROW with THE MONSTER A GOGO'S                                     | HIDEROW with THE MONSTER A GOGO'S                                     | |
| 14 | CHANGE THE WOLFMAN                                       | HIDEROW with THE MONSTER A GOGO'S                                     | HIDEROW with THE MONSTER A GOGO'S                                     | THE MONSTER A GOGO'S の楽曲「CHANGE THE WOLFMAN」のカバー                                                                                                  |
| 15 | 頼りにしてるぜ                                           | 稲葉英典, 木下盛隆                                                    | 稲葉英典, 木下盛隆                                                    | ヒカリノ香車の楽曲「頼リニシテルゼ」のカバー |
| 16 | SICK IDOLS                                               | 木下盛隆                                                              | 森岡慶                                                                | 2019年ギュウ農フェス春のSPプレイベント～メインステージ争奪戦はもう始まってんだぞ～テーマソング ギュウ農シネマ【IDOL NEVER DiES】内Blood CherryのLIVE使用曲 |
| 17 | YAM YAM POO POO                                          | 木下盛隆                                                              | 森岡慶                                                                | インディーズ版とメジャーリリース版で歌詞が変わっている。                                                                                                   |
| 18 | TRAIN                                                    | TSUYOSHI(SPIKE)                                                       | TSUYOSHI(SPIKE)                                                       | SPIKEの楽曲「TRAIN」のカバー |
| 19 | BABY                                                     | 稲葉英典, 木下盛隆                                                    | 稲葉英典, 木下盛隆                                                    | ヒカリノ香車の楽曲「BABY」のカバー |
| 20 | 荒野のIDOL                                               | 木下盛隆                                                              | 木下盛隆                                                              | |
| 21 | 灼けたらマッハ                                           | 土屋晴彦                                                              | 土屋晴彦                                                              | |
| 22 | IDOL FROM PLAN9                                          | HIDEROW with THE MONSTER A GOGO'S                                     | HIDEROW with THE MONSTER A GOGO'S                                     | THE MONSTER A GOGO'S の楽曲「MONSTER FROM OUTERSPACE」のカバー                                                                                             |
| 23 | SHE SAID 2                                               | 木下盛隆                                                              | 木下盛隆                                                              | |
| 24 | I WAS A TEENAGE ALIEN                                    | 木下盛隆                                                              | 森岡慶                                                                | |
| 25 | IDOL FROM ANOTHER PLANET(旅立ちの唄～めろん畑a go go2～) | 木下盛隆                                                              | 木下盛隆                                                              | |
| 26 | EVER SO GENTLY                                           | 稲葉英典, 木下盛隆                                                    | 稲葉英典, 木下盛隆                                                    | ヒカリノ香車の楽曲「EVER SO GENTLY」のカバー |
| 27 | RUNAWAY GIRL                                             | 香川誠,伊豆田俊久,岡野信夫                                            | 香川誠                                                                | ROGUEの楽曲「Runaway Girl」のカバー |
| 28 | Still Monster Go Go Mansion                              | HIDEROW                                                               | HIROSHI                                                               | THE MONSTER A GOGO'S の楽曲「MONSTER A GO GO」のカバー |
| 29 | NIGHTMARE BEFORE VAMPIRE                                 | HIDEROW,木下盛隆                                                      | HIROSHI                                                               | THE MONSTER A GOGO'S の楽曲「I WAS A TEENAGE VAMPIRE」のカバー                                                                                             |
| 30 | FINAL GAME ~Idol of The Phantasm~                        | 木下盛隆                                                              | 木下盛隆                                                              | |
| 31 | GIVE ME SOMETHING                                        | HIDEROW,木下盛隆                                                      | HIROSHI                                                               | THE MONSTER A GOGO'S の楽曲「GIVE ME SOMETHING」のカバー                                                                                                   |
| 32 | イカすぜIDOL                                             | 稲葉英典,木下盛隆                                                     | 稲葉英典,木下盛隆                                                     | ヒカリノ香車の楽曲「イカスゼROCK」のカバー |
| 33 | to IDOLS to US to YOU                                    | 木下盛隆                                                              | 森岡慶                                                                | |
| 34 | 撃つな琉陀瓶！                                           | 木下盛隆                                                              | 森岡慶                                                                | |
| 35 | いつかの狼                                               | 木下盛隆                                                              | 森岡慶                                                                | ヒカリノ香車の楽曲「いつかの狼」のカバー |
| 36 | 無敵のIDOL                                               | 木下盛隆                                                              | 森岡慶                                                                | |
| 37 | 海賊QUEEN AMAZONES                                       | 木下盛隆                                                              | 森岡慶                                                                | |
| 38 | STILL DEAD OR ARIVE                                      | HIROSHI                                                               | 森岡慶                                                                | THE MONSTER A GOGO'S の楽曲「DEAD or ALIVE」のカバー |
| 39 | 哀しきIDOL                                               | 木下盛隆                                                              | 木下盛隆                                                              | |
| 40 | RUN IDOLS RUN                                            | 木下盛隆                                                              | 森岡慶                                                                | |
| 41 | 哀$戦士                                                  | HIROSHI                                                               | HIROSHI                                                               | |
| 42 | ROCKIN' IDOL STOMP                                       | HIROSHI                                                               | HIROSHI                                                               | THE MONSTER A GOGO'S の楽曲「ROCKIN' BUDDY STOMP」のカバー                                                                                                 |
| 43 | GO GO MELON THE VICTORY                                  | 木下盛隆                                                              | 森岡慶                                                                | |
| 44 | WIPE OUT IDOLS                                           | CLUBMAN                                                               | HIROSHI                                                               | THE MONSTER A GOGO'S の楽曲「WIPE OUT」のカバー |
| 45 | サイエンスフィクション・ホラー                           | CLUBMAN                                                               | HIROSHI                                                               | THE MONSTER A GOGO'S の楽曲「SFホラー」のカバー |
| 46 | LET'S VIBE                                               | CLUBMAN                                                               | HIROSHI                                                               | THE MONSTER A GOGO'S の楽曲「VIBE」のカバー |
| 47 | STILL HEAVY SITMAN                                       | CLUBMAN                                                               | HIROSHI                                                               | THE MONSTER A GOGO'S の楽曲「HEAVY SITMAN」のカバー |
| 48 | non NO FUTURE                                            | 土屋晴彦                                                              | 土屋晴彦                                                              | |
| 49 | スピーナッツ                                             | 土屋晴彦                                                              | 土屋晴彦                                                              | |
| 50 | めろん畑a go go(2022ver.)                                | 木下盛隆                                                              | 木下盛隆                                                              | 2017年発売の1st singleより、パワフルかつテクニカルなセルフカバーナンバー                                                                                   |
| 51 | めろん畑a go go の「嗚呼！IDOL真っ最中！」               | ホリー・ブルー/タヤス・ブルー                                         | ホリー・ブルー                                                        | THE PAINT IT BLUEの楽曲「嗚呼！青春真っ最中」のカバー |
| 52 | サタデーナイトフィーバー                                 | CLUBMAN                                                               | HIROSHI                                                               | THE MONSTER A GOGO'S の楽曲「SATURDAY NIGHT FEVAR」のカバー                                                                                                |
| 53 | ゾンビーブルース                                         | CLUBMAN                                                               | HIROSHI                                                               | THE MONSTER A GOGO'S の楽曲「ZOMBIE BLUES」のカバー |
| 54 | シルバージェットと僕たちの物語                           | 木下 盛隆                                                             | 森岡 慶                                                               | |
| 55 | Texas Blue                                               | 佐藤 剛                                                               | 佐藤 剛                                                               | SPIKEの楽曲「TEXAS BLUE」のカバー |
| 56 | ダンスホール                                             | CLUBMAN                                                               | HIROSHI                                                               | THE MONSTER A GOGO'S の楽曲「DANCE HALL」のカバー |
| 57 | LIAR                                                     | CLUBMAN                                                               | HIROSHI                                                               | THE MONSTER A GOGO'S の楽曲「LIAR」のカバー |
| 58 | マニアック                                               | CLUBMAN                                                               | HIROSHI                                                               | THE MONSTER A GOGO'S の楽曲「MANIAC」のカバー |
| 59 | サングラスマン                                           | 先田 明央                                                             | 橋本 淳                                                               | THE PEPPERMINT JAMの楽曲「サングラスマン」のカバー |

Sound Producer及び編曲:森岡慶

## ライブ

### 主催ライブ
| ＃ | 年     | 日程      | タイトル                                             | 場所                   | 出演者 | 備考 |
| -- | ------ | --------- | ---------------------------------------------------- | ---------------------- | --- | --- |
| 1  | 2016年 | 10月23日  | CREPE SHOW                                           | 四ツ谷grotto           | めろん畑a go go/キツインデスキツインデス/the うんこ/宇宙芸人 レイパー佐藤 DJ's Zabro/ワタル/お髭のマツオカ/TAKEZO                                                                         | |
|    | 2017年 | 5月4日    | CREPE SHOW 番外編                                    |                        | めろん畑a go go/ヒカリノ香車/Hocky&Nancy with Ohtagaki/ギフビバリーバップス DJ's ワタル/Tocco/AYUMU                                                                                       | |
| 2  | 2017年 | 4月16日   | CREPE SHOW Vol.2                                     | 荻窪clubDoctor         | めろん畑a go go/Nancy&Hocky/ヤサグレハグレ/志月かなで/チョコミント/おしんこきゅう/まっくすサトル DJ's Zabro/ワタル/お髭のマツオカ/RYO-TA/TAKEZO                                           | |
| 3  | 2017年 | 6月4日    | CREPE SHOW Vol.3                                     | 荻窪clubDoctor         | めろん畑a go go/ED WOODS/NANCY&HOCKY&コンガーシホwithOHTAGAKI/おしんこきゅう/ぶっこきんぐ/太田トラベル/ポンポンペイン湯口 DJ's Zabro/お髭のマツオカ                                       | 中村・なる加入ライブ |
| 4  | 2017年 | 7月23日   | CREPE SHOW Vol.4                                     | 荻窪clubDoctor         | めろん畑a go go/Nancy&Hocky&Sei with Ohtagaki/岡秀年/ウクレレ原田/おしんこきゅう/カンフーガール/ポンポンペイン湯口 DJ's Zabro/TAMAE/ワタル/SOZELICA                                       | |
| 5  | 2017年 | 8月13日   | CREPE SHOW Vol.5                                     | 荻窪clubDoctor         | めろん畑a go go/ヒカリノ香車/眼球/SOZELICA/Nancy&Hocky&Seiji with Ohtagaki/おしんこきゅう/がるるまん/ポンポンペイン湯口 DJ's Zabro/ブル新中野/TAMAE/ワタル/お髭のマツオカ                 | |
| 6  | 2017年 | 9月24日   | CREPE SHOW Vol.6                                     | 荻窪clubDoctor         | めろん畑a go go/GARUDA/うたいべ/Hocky&コンガーシホwithGacky/吉野なお/真雛悠/SOZELICA DJ's Zabro/ブル新中野/TAMAE/お髭のマツオカ                                                           | |
| 7  | 2017年 | 10月15日  | CREPE SHOW Vol.7                                     | 荻窪clubDoctor         | めろん畑a go go/十四代目トイレの花子さん/Nancy&Hocky with Gacky/Bollocks Franken/DETESTARD/SOZELICA/おしんこきゅう/いとーちゃん/ケビン/こぐれ DJ's Zabro/ワタル/お髭のマツオカ/ブル新中野 | |
| 8  | 2017年 | 11月19日  | CREPE SHOW Vol.8                                     | 荻窪club Doctor        | めろん畑a go go/ルカタマキ/追憶のモノクローム/ボクらのお遊戯。/WonderLander/MP(えむぴー)/SOZELICA DJ's TAMAE/破壊&暴力/ブル新中野/お髭のマツオカ/ワタル/zabro                             | |
| 9  | 2017年 | 12月17日  | CREPE SHOW Vol.9 1stワンマンライブ                   | 荻窪club Doctor        | めろん畑a go go DJ's TAMAE//お髭のマツオカ/ワタル/zabro | |
| 10 | 2018年 | 2月4日    | CREPE SHOW Vol.10                                    | 荻窪club Doctor        | めろん畑a go go/ユフィタマ/まずいよ脱脂粉乳/佐倉雅/星乃ゆあな DJ's TAMAE/zabro/WATARU/ブル新中野                                                                                          | |
| 11 | 2018年 | 3月15日   |                                                      | 幡ヶ谷heavi sick       | | |
| 12 | 2018年 | 3月18日   | CREPE SHOW Vol.11 中村生誕祭                         | 荻窪club Doctor        | めろん畑a go go/SOZELICA/Dr.まひるん/日曜日ゆず DJ's TAMAE/ワタル/お髭のマツオカ/ブル新中野/ZABRO                                                                                         | |
| 13 | 2018年 | 4月15日   | CREPE SHOW Vol.12                                    | 荻窪club Doctor        | めろん畑a go go/るなっち☆ほし/rainyMelt/GARUDA/ルカタマ DJ's TAMAE/ブル新中野/お髭のマツオカ/ZABRO                                                                                        | |
| 14 | 2018年 | 5月20日   | CREPE SHOW Vol.13                                    | 荻窪club Doctor        | | |
| 15 | 2018年 | 5月28日   | SICKxIDOLSxSICK vol.1                                | 新宿LOFT               | | |
| 16 | 2018年 | 6月17日   | CREPE SHOW Vol.14 ルカタマ生誕祭                     | 荻窪club Doctor        | | 中村ひざの手術のためお休み |
| 17 | 2018年 | 6月25日   | CAPTAIN IDOL MARKET Vol.1                            | 幡ヶ谷heavy sick       | | |
| 18 | 2018年 | 6月28日   | CAPTAIN IDOL MARKET Vol.2                            | 幡ヶ谷heavy sick       | | |
| 19 | 2018年 | 7月22日   | CREPE SHOW Vol.15                                    | 荻窪club Doctor        | | |
| 20 | 2018年 | 7月28日   | CAPTAIN IDOL MARKET Vol.3                            | 幡ヶ谷heavy sick       | | |
| 21 | 2018年 | 8月19日   | CREPE SHOW Vol.16                                    | 荻窪club Doctor        | | |
| 22 | 2018年 | 9月23日   | CREPE SHOW Vol.17                                    | 荻窪club Doctor        | | |
| 23 | 2018年 | 10月11日  | CAPTAIN IDOL MARKET Vol.4                            | 幡ヶ谷heavy sick       | | |
| 24 | 2018年 | 10月21日  | CREPE SHOW Vol.18                                    | 荻窪club Doctor        | | |
| 25 | 2018年 | 11月18日  | CREPE SHOW Vol.19                                    | 荻窪club Doctor        | | |
| 26 | 2018年 | 11月19日  | SICKxIDOLSxSICK vol.2                                | 新宿LOFT               | | |
| 27 | 2018年 | 11月2０日 | CAPTAIN IDOL MARKET Vol.5                            | 幡ヶ谷heavy sick       | | |
| 28 | 2018年 | 12月19日  | 主演映画「メラゴ・ラゴラ」完成試写会 ライブ          | 四ツ谷Grotto           | | |
| 29 | 2018年 | 12月23日  | CREPE SHOW Vol.20                                    | 荻窪club Doctor        | | |
| 30 | 2019年 | 1月23日   | SICKxIDOLSxSICK vol.3 ~IKASUZE IDOL 1.2.3!!~         | 新宿LOFT               | めろん畑a go go/TAMAE(PONYTAILZ)/ブル新中野/お髭のマツオカ/ワタル(iRock) | 日本コロムビアより、メジャー流通版アルバム『IKASUZE IDOL 1.2.3!!』発売を記念したレコ発ワンマンライブ 新衣装をお披露目 新曲『I WAS A TEENAGE ALIEN』をお披露目 |
| 31 | 2019年 | 2月4日    | SICKxIDOLSxSICK Vol.3.5                              | 吉祥寺club SEATA       | めろん畑a go go/NECRONOMIDOL/爆裂女子-BURST GIRL-/S☆M教団/かみつき！MAD-DOG | |
| 32 | 2019年 | 2月23日   | スパルタンX-アイドル-                                | 岐阜マジックアイランド | ネムレス/めろん畑a go go | ネムレスとの共同主催・東海地方遠征 |
| 33 | 2019年 | 2月24日   | スパルタンX-アイドル-                                | 名古屋レッドドラゴン   | ラストクエスチョン/marble≠marble/AH(嗚呼) ことぱぉ/3776/ネムレス/めろん畑a go go | ネムレスとの共同主催・東海地方遠征 |
| 34 | 2019年 | 3月11日   | 化け犬ソゼちゃん                                     | 下北沢SHELTER          | 中村ソゼ/SOZESAYA/沖縄電子少女彩/宇佐蔵べに/Dr.まひるん/めろん畑a go go | |
| 35 | 2019年 | 3月31日   | CAPTAIN IDOL MARKET vol.6 -DAY1-                     | 幡ヶ谷heavy sick       | 会心ノ一撃/めろん畑a go go | ツーデイズツーマンライブ |
| 36 | 2019年 | 4月1日    | CAPTAIN IDOL MARKET vol.6 -DAY2-                     | 幡ヶ谷heavy sick       | 電影と少年CQ/めろん畑a go go | ツーデイズツーマンライブ |
| 37 | 2019年 | 4月7日    | CREPE SHOW Vol.22 〜マジカルめろんパワー!!お花見SP〜 | 荻窪club Doctor        | SOZELICA/ルカタマ/GARUDA/めろん畑a go go/ブル新中野/ワタル(iRock) | |
| 38 | 2019年 | 4月16日   | Plan9 from IDOL PLANET vol.1                         | 吉祥寺 club SEATA      | ZOMBIE POWDER/SPARK SPEAKER/C.I.R.C.U.S./めろん畑a go go/KOTO | |
| 39 | 2019年 | 4月30日   | CAPTAIN IDOL MARKET vol.7 "END GAME@HEISEI"          | 幡ヶ谷heavy sick       | ワンマンライブ | 平成最後の日と、令和最初の日。 時代を跨ぐツーデイズワンマンライブ 4/30は令和へのカウントダウンも行った。                                                      |
| 40 | 2019年 | 5月1日    | CAPTAIN IDOL MARKET vol.7 "The First Abenge@REIWA"   | 幡ヶ谷heavy sick       | ワンマンライブ | 平成最後の日と、令和最初の日。 時代を跨ぐツーデイズワンマンライブ 4/30は令和へのカウントダウンも行った。                                                      |

## 出演

### ラジオ
- めろん畑a go goのGO!GO!マンション（2019年1月 - 2020年2月、レインボータウンFM）
- Gollipop RecordのGO!GO!マンション（2020年2月 - 、レインボータウンFM）
- Music Hot Flavor  番組内コーナー「Gollipop Recordのウホウホウホホー」（2020年4月 - 2021年6月、ミュージックバード）
- アイドル第四会議室（2022年4月 - (中村)、FMたちかわ・Spotify）

### テレビ
- 開運音楽堂（2019年7月13日(琉陀瓶、ルカタマ)・2020年8月15日(中村)・2022年1月22日(知世)、TBSテレビ）
- All Night MusicMV放映（2019年7月・8月・2020年8月・9月・2021年7月・2022年6月、テレビ東京）

### ウェブテレビ
- 矢口真里の火曜The Night（2018年4月4日[15]、2019年2月20日[16]、AbemaTV）

### 映画
- IDOL NEVER DiES（2022年5月6日順次公開）- 鶴田ピストン 役(琉陀瓶)